# Lijst van gemeentelijke monumenten in Weesp
Het stadsgebied Weesp van de gemeente Amsterdam heeft 103 gemeentelijke monumenten, hieronder een overzicht. 
| Object | Bouwjaar                                                      | Architect                                                       | Locatie                            | Coördinaten                  | Nr.           | Afbeelding |
| --- | ------------------------------------------------------------- | --------------------------------------------------------------- | ---------------------------------- | ---------------------------- | ------------- | --- |
| Pakhuis verbouwd tot woonhuis                                                                                        | 1898                                                          | Raadsheer, E.W.                                                 | Achteromstraat 19                  | 52° 18' 30" NB, 5° 2' 28" OL | 0457/G0040-01 | Pakhuis verbouwd tot woonhuis                                                                                        |
| Twee woon-winkelhuizen in Jugendstil                                                                                 | 1904                                                          | Blüm, J. (alleen de pui)                                        | Binnenveer 2-6                     | 52° 18' 30" NB, 5° 2' 21" OL | 0457/G0190-01 | Twee woon-winkelhuizen in Jugendstil                                                                                 |
| Kapperswinkel met bovenwoning in Amsterdamse school                                                                  | ca. 1900 1934 (pui)                                           |                                                                 | Buitenveer 10                      | 52° 18' 30" NB, 5° 2' 19" OL | 0457/G0320-03 | Kapperswinkel met bovenwoning in Amsterdamse school                                                                  |
| Kleine vrijstaande villa van twee bouwlagen en een kap                                                               | 1922                                                          | Vos, G.J.                                                       | Buitenveer 21                      | 52° 18' 30" NB, 5° 2' 11" OL | 0457/G0320-02 | Kleine vrijstaande villa van twee bouwlagen en een kap                                                               |
| Fabrieksgebouw en ketelhuis                                                                                          | vroeg 19e eeuw (bouw) ca. 1900 (bovenbouw)                    |                                                                 | Buitenveer 7                       | 52° 18' 30" NB, 5° 2' 18" OL | 0457/G0320-01 | Fabrieksgebouw en ketelhuis                                                                                          |
| Grote bedrijfshal van vier, naar boven in hoogte afnemende bouwlagen en ketelhuis van één bouwlaag met zadeldak      | 1895, in 1936 verbouwd t.b.v. de huidige bestemming           |                                                                 | C.J. van Houtenlaan 36 OA          | 52° 18' 12" NB, 5° 2' 10" OL | 0457/G0800-01 | Grote bedrijfshal van vier, naar boven in hoogte afnemende bouwlagen en ketelhuis van één bouwlaag met zadeldak      |
| Villa met eclectische vormen en Italiaanse invloeden Villa Casparus                                                  | 1901                                                          | Salm, A.                                                        | Casparuslaan 501-517               | 52° 18' 34" NB, 5° 2' 3" OL  | 0457/G0360-01 | Meer afbeeldingen |
| Kantoor, woonhuis en boerderij, thans Vechthoeve genoemd                                                             | 1877 (voorhuis) 1909 (stal)                                   |                                                                 | Dammerweg 1                        | 52° 17' 23" NB, 5° 4' 28" OL | 0457/G0400-01 | Meer afbeeldingen |
| Boerderij | 1893 (zomerhuis) eerste kwart 20e eeuw (voorhuis) 1968 (stal) |                                                                 | Dammerweg 3                        | 52° 17' 18" NB, 5° 4' 23" OL | 0457/G0400-02 | Boerderij |
| Diep huis van één bouwlaag (achterhuis van Nieuwstad 60)                                                             | eerste helft 17e eeuw                                         |                                                                 | De Rondensteeg 2-4                 | 52° 18' 23" NB, 5° 2' 28" OL | 0457/G1290-01 | Diep huis van één bouwlaag (achterhuis van Nieuwstad 60)                                                             |
| Brug met middenop twee pylonen met daartussen gesmede hekken                                                         | ca. 1925                                                      |                                                                 | Groeneweg                          | 52° 18' 18" NB, 5° 2' 22" OL | 0457/G0660-01 | Brug met middenop twee pylonen met daartussen gesmede hekken                                                         |
| T vormige boerderij, dwarsgeplaatst voorhuis, hoog tussenstuk, lage schuur en een kleine vrijstaande hooiberg        | mogelijk 18e eeuw                                             |                                                                 | Groeneweg 25                       | 52° 18' 20" NB, 5° 2' 25" OL | 0457/G0660-02 | T vormige boerderij, dwarsgeplaatst voorhuis, hoog tussenstuk, lage schuur en een kleine vrijstaande hooiberg        |
| Complex huis van twee bouwlagen, Langdurig in gebruik geweest als tweede pastorie van de Hervormde kerk              | tweede helft 17e eeuw                                         |                                                                 | Herengracht 10                     | 52° 18' 33" NB, 5° 2' 31" OL | 0457/G0700-01 | Complex huis van twee bouwlagen, Langdurig in gebruik geweest als tweede pastorie van de Hervormde kerk              |
| Kantoor met bovenwoning                                                                                              | midden 17e eeuw                                               |                                                                 | Herengracht 14                     | 52° 18' 33" NB, 5° 2' 29" OL | 0457/G0700-02 | Kantoor met bovenwoning                                                                                              |
| Sint-Laurentiuskerk                                                                                                  | 1875-1876 (kerk) 1900 (voltooiing toren)                      | Asseler, Th. (kerkgebouw) en Bruning, A.A.M. (bovenbouw toren). | Herengracht 16                     | 52° 18' 33" NB, 5° 2' 28" OL | 0457/G0700-03 | Meer afbeeldingen |
| R.K. pastorie | 1883                                                          |                                                                 | Herengracht 17                     | 52° 18' 33" NB, 5° 2' 27" OL | 0457/G0700-04 | R.K. pastorie |
| Doktershuis annex praktijk                                                                                           | 17e-18e eeuw (bouw) ca. 1900 (verb.)                          |                                                                 | Herengracht 18                     | 52° 18' 32" NB, 5° 2' 26" OL | 0457/G0700-05 | Doktershuis annex praktijk                                                                                           |
| City of Wesopa | 1947 (bouw) 1991 (verb.)                                      | Baart, C.J. Raadsheer, E.W.                                     | Herengracht 23                     | 52° 18' 32" NB, 5° 2' 23" OL | 0457/G0700-06 | Meer afbeeldingen |
| Onderkelderd huizenblok van 12 woningen van drie bouwlagen en een kap                                                | 1876-1878                                                     |                                                                 | Herensingel 15-37                  | 52° 18' 38" NB, 5° 2' 35" OL | 0457/G0710-01 | Onderkelderd huizenblok van 12 woningen van drie bouwlagen en een kap                                                |
| Vleeshal, burgemeesterswoning                                                                                        | 1623 18e/19e eeuw (verb.)                                     |                                                                 | Hoogstraat 11-12                   | 52° 18' 30" NB, 5° 2' 35" OL | 0457/G0770-01 | Vleeshal, burgemeesterswoning                                                                                        |
| Café, diep huis van één bouwlaag met achterkamer                                                                     | eerste kwart 17e eeuw                                         |                                                                 | Hoogstraat 25                      | 52° 18' 27" NB, 5° 2' 37" OL | 0457/G0770-02 | Café, diep huis van één bouwlaag met achterkamer                                                                     |
| Diep huis van twee bouwlagen met achterhuis                                                                          | eerste helft 17e eeuw                                         |                                                                 | Hoogstraat 26                      | 52° 18' 27" NB, 5° 2' 37" OL | 0457/G0770-03 | Diep huis van twee bouwlagen met achterhuis                                                                          |
| Diep huis van twee bouwlagen                                                                                         | eerste kwart 17e eeuw ca. 1900 (voorgevel)                    |                                                                 | Hoogstraat 27                      | 52° 18' 27" NB, 5° 2' 37" OL | 0457/G0770-04 | Diep huis van twee bouwlagen                                                                                         |
| Diep huis van twee bouwlagen met achterhuis                                                                          | mogelijk 17e eeuw ca. 1890 (voorgevel)                        |                                                                 | Hoogstraat 30                      | 52° 18' 27" NB, 5° 2' 38" OL | 0457/G0770-05 | Diep huis van twee bouwlagen met achterhuis                                                                          |
| Complex huis (onderdeel van Hoogstraat 35)                                                                           | 18e eeuw (bouw) ca. 1895 (voorgevel)                          | Walenkamp G.H. (mogelijk alleen de voorgevel)                   | Hoogstraat 36                      | 52° 18' 26" NB, 5° 2' 39" OL | 0457/G0770-06 | Complex huis (onderdeel van Hoogstraat 35)                                                                           |
| Diep huis van twee bouwlagen                                                                                         | laatste kwart 19e eeuw                                        |                                                                 | Hoogstraat 41                      | 52° 18' 25" NB, 5° 2' 39" OL | 0457/G0770-07 | Diep huis van twee bouwlagen                                                                                         |
| Diep huis van twee bouwlagen met achterhuis                                                                          | 18e eeuw ca. 1895 (gevel)                                     |                                                                 | Hoogstraat 42-43                   | 52° 18' 25" NB, 5° 2' 39" OL | 0457/G0770-08 | Diep huis van twee bouwlagen met achterhuis                                                                          |
| Woonhuis met bovenwoning met invloed van Berlage en chaletstijl                                                      | 1905 en 1911                                                  | Doorn, A.J. van                                                 | Hoogstraat 44                      | 52° 18' 25" NB, 5° 2' 40" OL | 0457/G0770-09 | Woonhuis met bovenwoning met invloed van Berlage en chaletstijl                                                      |
| Gedenkteken Van Houten & Zn, opgericht ter ere van het 100-jarig bestaan van de Firma C.J. van Houten & Zn.          | 1928                                                          |                                                                 | Hugo de Grootlaan                  | 52° 18' 18" NB, 5° 2' 22" OL | 0457/G0670-01 | Gedenkteken Van Houten & Zn, opgericht ter ere van het 100-jarig bestaan van de Firma C.J. van Houten & Zn.          |
| Dwars huis van twee bouwlagen                                                                                        | 18e eeuw                                                      |                                                                 | Kapelsteeg 1                       | 52° 18' 22" NB, 5° 2' 40" OL | 0457/G0890-01 | Dwars huis van twee bouwlagen                                                                                        |
| Dwars huis van twee bouwlagen                                                                                        | 18e eeuw of ouder                                             |                                                                 | Kapelsteeg 3                       | 52° 18' 22" NB, 5° 2' 39" OL | 0457/G0890-02 | Dwars huis van twee bouwlagen                                                                                        |
| T-vormige boerderij (thans woonhuis)                                                                                 | ca. 1890 (voorhuis)                                           |                                                                 | Kerklaan 10                        | 52° 18' 36" NB, 5° 2' 26" OL | 0457/G0910-01 | T-vormige boerderij (thans woonhuis)                                                                                 |
| Rij van dwarsgelegen woninkjes van één bouwlaag onder een kap zonder borstwering, gedekt door rode verbeterde pannen | 18e eeuw of eerste helft 19e eeuw                             |                                                                 | Kerksteeg 8-10                     | 52° 18' 25" NB, 5° 2' 30" OL | 0457/G0920-01 | Rij van dwarsgelegen woninkjes van één bouwlaag onder een kap zonder borstwering, gedekt door rode verbeterde pannen |
| T-vormige boerderij met bijschuur                                                                                    | ca. 1890                                                      |                                                                 | Keverdijk 8                        | 52° 17' 54" NB, 5° 5' 20" OL | 0457/G0960-01 | T-vormige boerderij met bijschuur                                                                                    |
| Voormalige bierbrouwerij, thans timmerwerkplaats                                                                     | 17e/18e eeuw                                                  |                                                                 | Klaas Listinghsteeg 5              | 52° 18' 24" NB, 5° 2' 26" OL | 0457/G1120-01 | Voormalige bierbrouwerij, thans timmerwerkplaats                                                                     |
| Blokvormig huis van één bouwlaag                                                                                     | 18e/19e eeuw                                                  | Arkel, J.D. van                                                 | Korte Stammerdijk 5                | 52° 18' 32" NB, 5° 2' 13" OL | 0457/G1710-01 | Blokvormig huis van één bouwlaag                                                                                     |
| Blokvormig huis van twee bouwlagen (voormalige Koetshuis van dokterswoning)                                          | 1891, 1913                                                    |                                                                 | Korte Stammerdijk 6                | 52° 18' 32" NB, 5° 2' 11" OL | 0457/G1710-02 | Blokvormig huis van twee bouwlagen (voormalige Koetshuis van dokterswoning)                                          |
| Villa van één bouwlaag op achtkantige plattegrond met winkelhaakvormige aanbouw op het noordwesten                   | 1920 (met latere verbouwingen)                                |                                                                 | Korte Stammerdijk 15               | 52° 18' 30" NB, 5° 2' 1" OL  | 0457/G1710-03 | Villa van één bouwlaag op achtkantige plattegrond met winkelhaakvormige aanbouw op het noordwesten                   |
| Langhuisboerderij met houten schuur                                                                                  | 18e eeuw of vroeger 19e eeuw (verb.)                          |                                                                 | Lange Muiderweg 14                 | 52° 18' 48" NB, 5° 3' 14" OL | 0457/G1280-01 | Langhuisboerderij met houten schuur                                                                                  |
| Linkerhelft van dubbelhuis van twee bouwlagen met afzonderlijke kap                                                  | eerste kwart 17e eeuw                                         |                                                                 | Middenstraat 24                    | 52° 18' 28" NB, 5° 2' 33" OL | 0457/G1200-02 | Linkerhelft van dubbelhuis van twee bouwlagen met afzonderlijke kap                                                  |
| Restanten van voormalig Jonge Convent                                                                                | 15e/16e/18e eeuw                                              |                                                                 | Middenstraat 42                    | 52° 18' 24" NB, 5° 2' 37" OL | 0457/G1200-03 | Restanten van voormalig Jonge Convent                                                                                |
| Voormalige timmerwerkplaats                                                                                          | 18e eeuw en 1894                                              | Plaat, C.P. en Asselt, C.P. van                                 | Middenstraat 49-49c                | 52° 18' 25" NB, 5° 2' 36" OL | 0457/G1200-01 | Voormalige timmerwerkplaats                                                                                          |
| Diep huis van twee bouwlagen                                                                                         | 17e/18e eeuw 1906 (pui)                                       | Scholte, E.                                                     | Middenstraat 56                    | 52° 18' 23" NB, 5° 2' 39" OL | 0457/G1200-04 | Diep huis van twee bouwlagen                                                                                         |
| Diep huis van één bouwlaag                                                                                           | mogelijk 17e eeuw (bouw) eerste kwart 19e eeuw (geveldetails) |                                                                 | Middenstraat 58                    | 52° 18' 23" NB, 5° 2' 39" OL | 0457/G1200-05 | Diep huis van één bouwlaag                                                                                           |
| Dubbel dwarshuis van één bouwlaag                                                                                    | mogelijk 17e eeuw                                             |                                                                 | Middenstraat 64-66                 | 52° 18' 22" NB, 5° 2' 40" OL | 0457/G1200-06 | Dubbel dwarshuis van één bouwlaag                                                                                    |
| Dwars huis van twee bouwlagen                                                                                        | 17e/18e eeuw 1890 (gevel)                                     |                                                                 | Nieuwstad 96-98                    | 52° 18' 21" NB, 5° 2' 33" OL | 0457/G1290-02 | Dwars huis van twee bouwlagen                                                                                        |
| Diep huis van drie bouwlagen (voormalig pakhuis)                                                                     | 1799                                                          |                                                                 | Nieuwstad 100                      | 52° 18' 21" NB, 5° 2' 33" OL | 0457/G1290-03 | Diep huis van drie bouwlagen (voormalig pakhuis)                                                                     |
| Winkel-woonhuis, diep huis van twee bouwlagen met achterkamer                                                        | 1916 (verb.) 1924 (verb.)                                     |                                                                 | Nieuwstad 120-120a                 | 52° 18' 19" NB, 5° 2' 38" OL | 0457/G1290-04 | Winkel-woonhuis, diep huis van twee bouwlagen met achterkamer                                                        |
| Winkel-woonhuis, diep huis van twee bouwlagen                                                                        | ca. 1890 met oudere kern (?)                                  |                                                                 | Nieuwstraat 10-10a                 | 52° 18' 29" NB, 5° 2' 29" OL | 0457/G1300-07 | Winkel-woonhuis, diep huis van twee bouwlagen                                                                        |
| Winkel-woonhuis, dubbelhuis van twee bouwlagen onder één kap                                                         | 18e eeuw 1927-1931 (voorgevel en winkel)                      |                                                                 | Nieuwstraat 12a-14a                | 52° 18' 29" NB, 5° 2' 29" OL | 0457/G1300-08 | Winkel-woonhuis, dubbelhuis van twee bouwlagen onder één kap                                                         |
| Verenigingsgebouw en winkel, deel van zalencentrum, diep huis van twee bouwlagen met achterkamer                     | tweede helft 16e eeuw                                         |                                                                 | Nieuwstraat 25                     | 52° 18' 27" NB, 5° 2' 31" OL | 0457/G1300-01 | Verenigingsgebouw en winkel, deel van zalencentrum, diep huis van twee bouwlagen met achterkamer                     |
| Kantoor en woning (voormalig postkantoor en politiebureau)                                                           | 1887                                                          |                                                                 | Nieuwstraat 44-48                  | 52° 18' 26" NB, 5° 2' 31" OL | 0457/G1300-09 | Kantoor en woning (voormalig postkantoor en politiebureau)                                                           |
| Linkerhelft van dubbelhuis van twee bouwlagen met afzonderlijke kap                                                  | eerste kwart 17e eeuw middeleeuwen (onderdelen)               |                                                                 | Nieuwstraat 45                     | 52° 18' 24" NB, 5° 2' 35" OL | 0457/G1300-02 | Linkerhelft van dubbelhuis van twee bouwlagen met afzonderlijke kap                                                  |
| Rechterhelft van dubbelhuis van twee bouwlagen met afzonderlijke kap                                                 | eerste kwart 17e eeuw middeleeuwen (onderdelen)               |                                                                 | Nieuwstraat 47                     | 52° 18' 24" NB, 5° 2' 35" OL | 0457/G1300-03 | Rechterhelft van dubbelhuis van twee bouwlagen met afzonderlijke kap                                                 |
| Vanouds drie zelfstandige huisjes met dwarskap waarvan de achterkamers elk bestaan uit een langskap                  | tweede helft 17e eeuw                                         |                                                                 | Nieuwstraat 49-53                  | 52° 18' 23" NB, 5° 2' 35" OL | 0457/G1300-04 | Vanouds drie zelfstandige huisjes met dwarskap waarvan de achterkamers elk bestaan uit een langskap                  |
| Diep huis van twee bouwlagen                                                                                         | 1904 met een oudere kern (mogelijk 17e eeuw)                  |                                                                 | Nieuwstraat 62a-62b                | 52° 18' 25" NB, 5° 2' 32" OL | 0457/G1300-10 | Diep huis van twee bouwlagen                                                                                         |
| Dubbelhuis van één bouwlaag onder één kap                                                                            | tweede helft 17e eeuw                                         |                                                                 | Nieuwstraat 71                     | 52° 18' 22" NB, 5° 2' 38" OL | 0457/G1300-05 | Dubbelhuis van één bouwlaag onder één kap                                                                            |
| Diep huis van twee bouwlagen met achterkamer                                                                         | eerste helft 17e eeuw                                         |                                                                 | Nieuwstraat 87                     | 52° 18' 21" NB, 5° 2' 39" OL | 0457/G1300-06 | Diep huis van twee bouwlagen met achterkamer                                                                         |
| T-vormige boerderij met zomerhuis                                                                                    | 1908                                                          |                                                                 | Nigtevechtsepad 2-3                | 52° 17' 32" NB, 5° 1' 25" OL | 0457/G1320-01 | T-vormige boerderij met zomerhuis                                                                                    |
| Blokvormig huis van twee bouwlagen                                                                                   | 1889                                                          |                                                                 | Oudegracht 13                      | 52° 18' 28" NB, 5° 2' 25" OL | 0457/G1380-02 | Blokvormig huis van twee bouwlagen                                                                                   |
| Blokvormig huis van twee bouwlagen met achterhuis                                                                    | 1912                                                          |                                                                 | Oudegracht 19                      | 52° 18' 28" NB, 5° 2' 26" OL | 0457/G1380-03 | Blokvormig huis van twee bouwlagen met achterhuis                                                                    |
| Complex huis | mogelijk 18e eeuw                                             |                                                                 | Oudegracht 23-25                   | 52° 18' 27" NB, 5° 2' 26" OL | 0457/G1380-04 | Complex huis |
| Diep huis van twee bouwlagen                                                                                         | 18e/19e eeuw                                                  |                                                                 | Oudegracht 37                      | 52° 18' 26" NB, 5° 2' 28" OL | 0457/G1380-05 | Diep huis van twee bouwlagen                                                                                         |
| Diep huis van twee bouwlagen                                                                                         | 1710                                                          |                                                                 | Oudegracht 39                      | 52° 18' 26" NB, 5° 2' 28" OL | 0457/G1380-06 | Diep huis van twee bouwlagen                                                                                         |
| Diep huis van één bouwlaag                                                                                           | mogelijk 17e eeuw                                             |                                                                 | Oudegracht 41                      | 52° 18' 26" NB, 5° 2' 28" OL | 0457/G1380-07 | Diep huis van één bouwlaag                                                                                           |
| Dwars huis van één bouwlaag                                                                                          | 18e eeuw                                                      |                                                                 | Oudegracht 43                      | 52° 18' 26" NB, 5° 2' 28" OL | 0457/G1380-08 | Dwars huis van één bouwlaag                                                                                          |
| Diep huis van één bouwlaag met achterkamer                                                                           | laatste kwart 19e eeuw                                        |                                                                 | Oudegracht 45                      | 52° 18' 26" NB, 5° 2' 28" OL | 0457/G1380-09 | Diep huis van één bouwlaag met achterkamer                                                                           |
| Diep huis van twee bouwlagen met zijkamer                                                                            | 17e/19e eeuw                                                  |                                                                 | Oudegracht 47-47a                  | 52° 18' 25" NB, 5° 2' 29" OL | 0457/G1380-10 | Diep huis van twee bouwlagen met zijkamer                                                                            |
| Dubbelhuis van twee bouwlagen onder één kap                                                                          | 1907                                                          | Raadsheer, E.W.                                                 | Oudegracht 5-11                    | 52° 18' 29" NB, 5° 2' 25" OL | 0457/G1380-01 | Dubbelhuis van twee bouwlagen onder één kap                                                                          |
| Dubbelhuis (Winkel-woonhuis) van één bouwlaag onder één kap met gaaf winkelinterieur                                 | tweede helft 17e eeuw 1897 1923                               |                                                                 | Oudegracht 51                      | 52° 18' 25" NB, 5° 2' 30" OL | 0457/G1380-11 | Dubbelhuis (Winkel-woonhuis) van één bouwlaag onder één kap met gaaf winkelinterieur                                 |
| Voormalig noodslachthuis (thans Moskee)                                                                              | 1938                                                          |                                                                 | Papelaan 47                        | 52° 18' 35" NB, 5° 2' 11" OL | 0457/G1400-01 | Voormalig noodslachthuis (thans Moskee)                                                                              |
| Restanten van voormalig Jonge Convent                                                                                | 15e eeuw (kern) ca. 1800 (verb.) begin 20e eeuw (verb.)       |                                                                 | Pieter Jacobsstraat 6              | 52° 18' 24" NB, 5° 2' 39" OL | 0457/G0850-01 | Restanten van voormalig Jonge Convent                                                                                |
| Blok; drie woonhuizen van twee bouwlagen                                                                             | tussen 1868-1876                                              |                                                                 | Roskamstraat 1-5                   | 52° 18' 29" NB, 5° 2' 13" OL | 0457/G1530-01 | Blok; drie woonhuizen van twee bouwlagen                                                                             |
| Blok; drie woonhuizen van twee bouwlagen                                                                             | tussen 1868-1876                                              |                                                                 | Roskamstraat 2-6                   | 52° 18' 30" NB, 5° 2' 12" OL | 0457/G1530-05 | Blok; drie woonhuizen van twee bouwlagen                                                                             |
| Blok; vier woonhuizen van twee bouwlagen                                                                             | ca. 1890                                                      |                                                                 | Roskamstraat 7-13                  | 52° 18' 29" NB, 5° 2' 13" OL | 0457/G1530-02 | Blok; vier woonhuizen van twee bouwlagen                                                                             |
| Blok; vier woonhuizen van twee bouwlagen                                                                             | ca. 1880                                                      |                                                                 | Roskamstraat 8-14                  | 52° 18' 29" NB, 5° 2' 12" OL | 0457/G1530-06 | Blok; vier woonhuizen van twee bouwlagen                                                                             |
| Dubbelhuis van twee bouwlagen onder afzonderlijke kap                                                                | ca. 1890                                                      |                                                                 | Roskamstraat 15-17                 | 52° 18' 28" NB, 5° 2' 12" OL | 0457/G1530-03 | Dubbelhuis van twee bouwlagen onder afzonderlijke kap                                                                |
| Diep huis van twee bouwlagen (Bedrijfsruimte met bovenwoning)                                                        | ca. 1895                                                      |                                                                 | Roskamstraat 16                    | 52° 18' 28" NB, 5° 2' 12" OL | 0457/G1530-07 | Diep huis van twee bouwlagen (Bedrijfsruimte met bovenwoning)                                                        |
| Dwars woonhuis van twee bouwlagen                                                                                    | ca. 1900                                                      |                                                                 | Roskamstraat 18-20                 | 52° 18' 28" NB, 5° 2' 11" OL | 0457/G1530-08 | Dwars woonhuis van twee bouwlagen                                                                                    |
| Drie rijtjeshuizen van één bouwlaag                                                                                  | ca. 1900                                                      |                                                                 | Roskamstraat 19-23                 | 52° 18' 28" NB, 5° 2' 12" OL | 0457/G1530-04 | Drie rijtjeshuizen van één bouwlaag                                                                                  |
| Drie rijtjeshuizen van één bouwlaag                                                                                  | ca. 1900                                                      |                                                                 | Roskamstraat 22-26                 | 52° 18' 28" NB, 5° 2' 12" OL | 0457/G1530-09 | Drie rijtjeshuizen van één bouwlaag                                                                                  |
| Langhuisboerderij met bijgebouwen                                                                                    | 1925-1926                                                     | Kooten, J.C. van                                                | 's-Gravelandseweg 4                | 52° 18' 16" NB, 5° 3' 6" OL  | 0457/G0650-01 | Langhuisboerderij met bijgebouwen                                                                                    |
| Koetshuis van voormalige Villa                                                                                       | 17e/18e eeuw                                                  |                                                                 | 's-Gravelandseweg 10-11            | 52° 18' 3" NB, 5° 3' 19" OL  | 0457/G0650-02 | Koetshuis van voormalige Villa                                                                                       |
| Houten langhuisboerderij                                                                                             | 1914                                                          | Vilsteren, J.H. van                                             | 's-Gravelandseweg 37               | 52° 17' 53" NB, 5° 4' 50" OL | 0457/G0650-03 | Houten langhuisboerderij                                                                                             |
| Blok in art nouveau; vier woonhuizen van twee bouwlagen                                                              | 1904                                                          |                                                                 | Singel 67-73                       | 52° 18' 23" NB, 5° 2' 17" OL | 0457/G1610-01 | Blok in art nouveau; vier woonhuizen van twee bouwlagen                                                              |
| Rechterhelft van dubbelhuis van twee bouwlagen met afzonderlijke kap                                                 | eerste kwart 17e eeuw                                         |                                                                 | Sint Annastraat 1                  | 52° 18' 28" NB, 5° 2' 33" OL | 0457/G0100-01 | Rechterhelft van dubbelhuis van twee bouwlagen met afzonderlijke kap                                                 |
| Dwars huis van twee bouwlagen (voormalige Café-woonhuis)                                                             | mogelijk 17e-18e eeuw voorgevel (deels) uit ca 1900           |                                                                 | Slijkstraat 9                      | 52° 18' 30" NB, 5° 2' 33" OL | 0457/G1660-01 | Dwars huis van twee bouwlagen (voormalige Café-woonhuis)                                                             |
| Blokvormig huis van twee bouwlagen (woon-winkelwoonhuis)                                                             | 1908                                                          | Parmentier, J. jr. (bouwkundige)                                | Slijkstraat 11, Middenstraat 1a-1b | 52° 18' 30" NB, 5° 2' 33" OL | 0457/G1660-02 | Blokvormig huis van twee bouwlagen (woon-winkelwoonhuis)                                                             |
| Diep huis van twee bouwlagen (woon-winkelwoonhuis)                                                                   | ca. 1890                                                      |                                                                 | Slijkstraat 17-19                  | 52° 18' 30" NB, 5° 2' 32" OL | 0457/G1660-03 | Diep huis van twee bouwlagen (woon-winkelwoonhuis)                                                                   |
| Diep huis van twee bouwlagen                                                                                         | 1892 pui 1915                                                 | Walenkamp, C.H.                                                 | Slijkstraat 21-23                  | 52° 18' 30" NB, 5° 2' 31" OL | 0457/G1660-04 | Diep huis van twee bouwlagen                                                                                         |
| Diep huis van twee bouwlagen met achterkamer (voormalige dubbel winkel-woonhuis)                                     | laatste kwart 15e eeuw 17e eeuw 1800 1898                     |                                                                 | Slijkstraat 27, Hanensteeg 4       | 52° 18' 30" NB, 5° 2' 31" OL | 0457/G1660-05 | Diep huis van twee bouwlagen met achterkamer (voormalige dubbel winkel-woonhuis)                                     |
| Diep huis van twee bouwlagen met achterkamer                                                                         | 17e eeuw laatste kwart 19e eeuw (voorgevel en verdieping)     |                                                                 | Slijkstraat 36                     | 52° 18' 30" NB, 5° 2' 28" OL | 0457/G1660-06 | Diep huis van twee bouwlagen met achterkamer                                                                         |
| Diep huis van één bouwlaag                                                                                           | ca. 1900                                                      |                                                                 | Stationsweg 5                      | 52° 18' 34" NB, 5° 2' 35" OL | 0457/G1730-01 | Diep huis van één bouwlaag                                                                                           |
| Diep huis van twee bouwlagen                                                                                         | 1896                                                          | Wieman, H.J.                                                    | Stationsweg 12                     | 52° 18' 37" NB, 5° 2' 40" OL | 0457/G1730-04 | Diep huis van twee bouwlagen                                                                                         |
| Diep huis van één bouwlaag                                                                                           | ca. 1870                                                      |                                                                 | Stationsweg 15                     | 52° 18' 35" NB, 5° 2' 35" OL | 0457/G1730-02 | Diep huis van één bouwlaag                                                                                           |
| Blokvormig huis van één bouwlaag                                                                                     | ca. 1890                                                      |                                                                 | Stationsweg 19-19a                 | 52° 18' 36" NB, 5° 2' 36" OL | 0457/G1730-03 | Blokvormig huis van één bouwlaag                                                                                     |
| Langhuisboerderij 'Nelly's Hoeve'                                                                                    | 1877 (bouw) 1988 (verb.)                                      |                                                                 | Utrechtseweg 86-86a                | 52° 18' 0" NB, 5° 3' 11" OL  | 0457/G1840-02 | Langhuisboerderij 'Nelly's Hoeve'                                                                                    |
| Stolpboerderij | ca. 1870                                                      |                                                                 | Utrechtseweg 92                    | 52° 17' 58" NB, 5° 3' 13" OL | 0457/G1840-03 | Stolpboerderij |
| Boerderij met zomerhuis (oorspronkelijk twee woonhuizen)                                                             | ca. 1885                                                      |                                                                 | Verlengd Buitenveer 11-11a         | 52° 18' 24" NB, 5° 1' 33" OL | 0457/G0330-01 | Boerderij met zomerhuis (oorspronkelijk twee woonhuizen)                                                             |
| Twee woonblokken elk bestaande uit twee woningen                                                                     | 1936                                                          | Arkel, J.D. van                                                 | Waagplein 2-8                      | 52° 18' 27" NB, 5° 2' 35" OL | 0457/G1920-01 | Twee woonblokken elk bestaande uit twee woningen                                                                     |
| Twee woonhuizen, later bedrijfsgebouw met woning                                                                     | mogelijk eerste kwart 17e eeuw                                |                                                                 | Wollenweversbuurt 18               | 52° 18' 17" NB, 5° 2' 38" OL | 0457/G2030-01 | Twee woonhuizen, later bedrijfsgebouw met woning                                                                     |
| Achterkamer, later als zelfstandig woonhuis afgesplitst                                                              | mogelijk eerste helft 17e eeuw                                |                                                                 | Zandstraat 2                       | 52° 18' 21" NB, 5° 2' 41" OL | 0457/G2050-02 | Achterkamer, later als zelfstandig woonhuis afgesplitst                                                              |
| Woonhuis van twee bouwlagen                                                                                          | laatste kwart 16e eeuw-eerste kwart 17e eeuw                  |                                                                 | Zandstraat 3                       | 52° 18' 21" NB, 5° 2' 41" OL | 0457/G2050-01 | Woonhuis van twee bouwlagen                                                                                          |